# Eric Charles Hayes
Eric Charles Hayes, britanski general, * 1896, † 1951.